# Myrsine serrata
Myrsine serrata är en viveväxtart som beskrevs av Oerst.. Myrsine serrata ingår i släktet Myrsine och familjen viveväxter. Inga underarter finns listade i Catalogue of Life.